# Мейн-Прери (тауншип, Миннесота)
Мейн-Прери (англ. Maine Prairie) — тауншип в округе Стернс, Миннесота, США. На 2000 год его население составило 1686 человек.

## География
По данным Бюро переписи населения США площадь тауншипа составляет 153,7 км², из которых 145,9 км² занимает суша, а 7,7 км² — вода (5,04 %).

## Демография
По данным переписи населения 2000 года здесь находились 1686 человек, 581 домохозяйство и 474 семьи.  Плотность населения —  11,6 чел./км².  На территории тауншипа расположено 673 постройки со средней плотностью 4,6 построек на один квадратный километр. Расовый состав населения: 98,81 % белых, 0,12 % афроамериканцев, 0,12 % коренных американцев, 0,30 % азиатов, 0,18 % — других рас США и 0,47 % приходится на две или более других рас. Испанцы или латиноамериканцы любой расы составляли 0,18 % от популяции тауншипа.
Из 581 домохозяйства в 39,8 % воспитывались дети до 18 лет, в 72,8 % проживали супружеские пары, в 4,8 % проживали незамужние женщины и в 18,4 % домохозяйств проживали несемейные люди. 14,6 % домохозяйств состояли из одного человека, при том 5,2 % из — одиноких пожилых людей старше 65 лет. Средний размер домохозяйства — 2,90, а семьи — 3,22 человека.
29,0 % населения младше 18 лет, 7,1 % в возрасте от 18 до 24 лет, 30,8 % от 25 до 44, 23,0 % от 45 до 64 и 10,1 % старше 65 лет. Средний возраст — 36 лет. На каждые 100 женщин приходилось 115,3 мужчин.  На каждые 100 женщин старше 18 приходилось 115,3 мужчин.
Средний годовой доход домохозяйства составлял 50 833 доллара, а средний годовой доход семьи — 55 769 долларов. Средний доход мужчин —  36 116  долларов, в то время как у женщин — 23 802. Доход на душу населения составил 19 875 долларов. За чертой бедности находились 1,5 % семей и 3,1 % всего населения тауншипа, из которых 2,7 % младше 18 и 3,5 % старше 65 лет.